# 蓝顶鹛鸫
蓝顶鹛鸫（学名：Ifrita kowaldi），又称藍冠鶥鶇，是雀形目鹛鸫科的唯一一种鸟类。
蓝顶鹛鸫体重约32.1克，翼长约79.8毫米，嘴峰长约16.3毫米，喙宽度约4.1毫米，喙厚度约4.7毫米，跗蹠长约26.8毫米，尾长约54.2毫米。蓝顶鹛鸫在其分布区内为留鸟，其栖息在密集的高大树木组成的森林中，食性为肉食性，主要食物来源是陆生无脊椎动物。

## 亚种
- ：分布于新几内亚中西部的山地。
- ：分布于新几内亚中央高地和休恩半岛的山区。[4]